# Chris Iwelumo
Christopher Robert Iwelumo, detto Chris (Coatbridge, 1º agosto 1978), è un ex calciatore nigeriano naturalizzato scozzese, di ruolo attaccante.
Nato a Coatbridge, Iwelumo cominciò la sua carriera con il St. Mirren prima di spostarsi al club danese dell'Aarhus Fremad, nelle quali file militò per due stagioni. Nel 2000 venne ceduto allo Stoke City dove riuscì a giocare solo due stagioni complete, ottenendo però una promozione nella First Division. Durante il suo periodo allo Stoke City venne ceduto in prestito a vari club minori Inglesi (York City, Cheltenham Town e Brighton & Hove Albion) prima di passare al club tedesco dell'Alemannia Achen nel 2004.
Con il club di Aquisgrana Iwelumo esordì per la prima volta in un campionato di prima divisione, la Bundesliga, e in una coppa europea, la Coppa UEFA. Dopo l'addio alla Bundesliga, Iwelumo si trasferì al Colchester United che militava nella Football League One, la terza divisione del campionato inglese, e subito ottenne la promozione in Football League Championship. Nel 2007 venne ceduto al Charlton Athletic Football Club dove restò solo un anno. Dopo l'esperienza nel Wolverhampton e quella brevissima nel Bristol City, si è stabilito al Burnley Football Club dove nell'unico anno di permanenza realizza 11 reti. Nell'estate 2011 ha firmato un contratto triennale con il Watford.

## Carriera

### Club

#### Gli inizi
Nato da padre Nigeriano e madre Scozzese, Iwelumo comincia la sua carriera da calciatore nella Scottish First Division nell'Agosto del 1996 come apprendista del St. Mirren, quando ha solo 16 anni. Con la maglia del St. Mirren colleziona 40 presenze e 3 gol di cui uno in campionato, uno nella Scottish League Cup contro il Berwick e uno nella Scottish Cup contro il Dundee.
Nonostante la sua giovane età e le poche presenze in campionato, viene notato dalla società danese dell'Aarhus Fremad e così alla fine del suo terzo anno con la maglie del St. Mirren viene ceduto alla società di Aarhus. Con i Danesi scende in campo 27 volte segnando 4 reti.

#### Stoke City
Dopo due anni in Danimarca, nel 2000, Iwelumo ritorna nel Regno Unito entrando nella terza divisione del campionato inglese con la maglia dello Stoke City. Durante quell'anno viene ceduto in prestito allo York City che lo manda in campo 16 volte tra Campionato e Coppa e si vede ripagato con 3 gol. A fine anno ritorna allo Stoke dove rimane prima di essere ceduto nuovamente in prestito.
Così nel febbraio del 2001 passa al Cheltenham Town. Lui gioca quattro volte per il Cheltenham Town riuscendo a segnare un gol contro il Mansfield prima di essere richiamato allo Stoke City. Qui fa qualche apparizione senza mai ritagliarsi un posto in prima squadra, il suo contributo più grande probabilmente è stato il gol del pareggio nel derby con il Port Vale. A fine anno firma un prolungamento del contratto con lo Stoke fino a marzo 2004.
Nel gennaio 2004 il Barnsley si mostra interessato a fare firmare un contratto a Iwelumo ma la trattativa non va in porto, così, a marzo, viene ceduto in prestito al Brighton & Hove Albion. A fine stagione, dopo aver disputato 84 partite in campionato e 16 in coppa e avendo segnato 14 gol con la maglia dello Stoke, viene svincolato e si trasferisce così in Germania, all'Alemannia Aachen.

#### Colchester United
Giunto a parametro zero in Bundesliga alla corte dell'Alemannia Aachen, dopo avere rifiutato un contratto di due anni da Brighton, va via dopo sei mesi dopo 9 presenze, non avendo mai giocato 90 minuti interi. Dopo il suo breve periodo in Germania, arriva per Iwelumo quello che probabilmente nella sua carriera è stato il periodo migliore. Nel giugno 2005 firma un contratto per il Colchester United. Il 28 novembre 2006, mette a segno 4 gol nella partita di Football League Championship contro l'Hull City, stabilendo un record personale di gol segnati in una partita ufficiale.
Iwelumo forma una partnership formidabile con Jamie Cureton, che porterà il Colchester a posizionarsi decimo a fine stagione 2006-2007, un risultato record per la storia del club.
Dopo avere aiutato la squadra in maniera decisiva nella promozione in seconda divisione e avere raggiunto uno storico decimo posto in quest'ultima, con 37 gol in 103 presenze, Iwelumo rifiuta il prolungamento del contratto offerto dalla società il 21 maggio 2007 e va via dal Colchester United.

#### Charlton Atlhetic e Wolverhampton

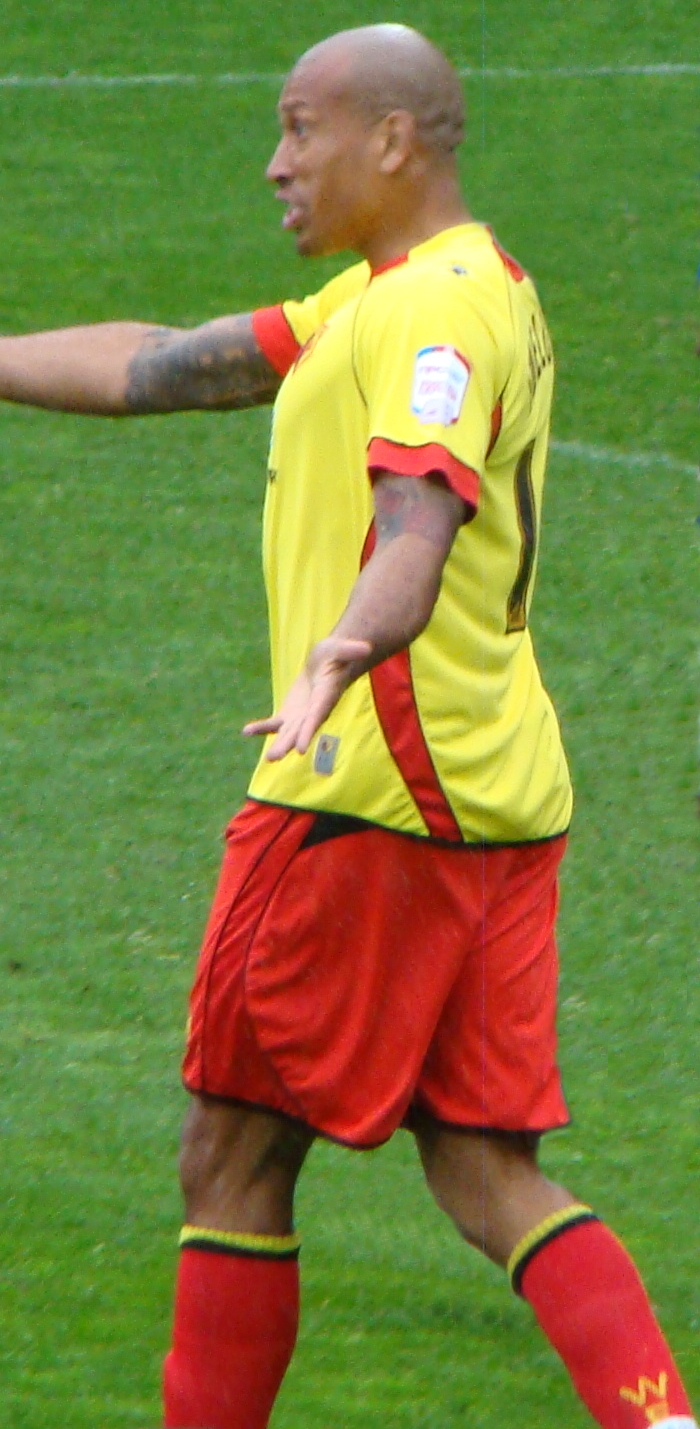
Iwelumo con la maglia del Watford

Lo stesso giorno firma per il Charlton Athletic, il trasferimento avviene a costo zero. Nella stagione 2007-2008 si mette in mostra in campionato segnando 10 gol in 46 presenze. Nel novembre 2007 vince il Championship Player of the Month Award, dopo avere segnato il gol partita all'ultimo minuto in due gare consecutive.
Nel giugno 2008 viene confermato che Iwelumo potrebbe lasciare il Charlton nell'ambito delle misure di riduzione delle spese attuate dalla società. Infine resta in Championship ma cambia schieramento, venendo acquistato dal Wolverhampton Wanderers con un contratto di due anni. Iwelumo segna una tripletta con i Wolves contro il Preston North End, partita che finirà così 3-1, ma dopo questo viene espulso per una evidente testata ai danni del difensore avversario Sean St Ledger. Iwelumo prende una squalifica in campionato di tre turni. La società fa ricorso contro questa decisione, ma questo viene respinto, nonostante St Ledger affermi che l'urto con la testa di Iwelumo sia stato accidentale.
Grazie alla sua forma di inizio stagione e soprattutto grazie ai suoi gol vince il Championship Player of the Month Award di novembre. Comunque, dopo la continuità iniziale, entra in un periodo di digiuno dal gol che durerà per 16 partite e si concluderà con la rete alla sua vecchia squadra, il Charlton Athletic. La sua stagione si conclude prematuramente a seguito di un terribile scontro con Lee Carsley, nel match per la promozione contro il Birminghamo City, che gli procura una lesione del legamento mediale. Durante la sua assenza il team si assicura la promozione in Premier League da campione di seconda divisione. Iwelumo riguadagna forma fisica durante la pausa estiva ma subito viene fermato da un altro infortunio nella partita di pre-campionato contro gli australiani del Perth Glory. Questa volta si tratta di rottura del metatarso.
Nell'ottobre 2009, dopo essersi ripreso, fa il suo debutto in Premier contro l'Aston Villa, in una partita che finirà 1-1. Ma in questo match subisce una nuova battuta d'arresto per un infortunio che lo rende inutilizzabile per circa un mese. Quando si rimette in sesto non riesce più a ritagliarsi un posto da titolare in squadra e così viene ceduto in prestito al Bristol City nel febbraio 2010, per avere più possibilità di giocare. Segna le prime due reti con la maglia del Bristol City in una vittoria per 2 a 1 contro il West Bromwich, il 21 febbraio 2010. Il primo giugno 2010, a fine stagione, Iwelumo viene ceduto a titolo definitivo al Burnley

#### Burnley
Il 1º giugno 2010 Iwelumo firma un contratto di due anni ad un costo riservato col Burnley. Segna il suo primo gol al debutto con la maglia del Burnley il 7 agosto 2010, e segnando regala la vittoria alla sua squadra contro il Nottingham forest. L'11 settembre 2010 segna una grande tripletta (con due precisi colpi di testa e un tiro al volo) nella vittoria casalinga contro il Preston. Delle voci di mercato hanno collegato l'attaccante Scozzese al Preston, dato che non è più in primo piano nei progetti dell'allenatore Eddie Howes dopo la firma del giovane Charlie Austin.

#### Watford
Il 19 luglio 2011 firma un contratto triennale con il Watford.

### Nazionale
Iwelumo venne convocato in nazionale per la prima volta per il tour della Scozia in Corea del Sud nel 2002, ma dovette rinunciare a partire dato che il suo club, lo Stoke City, stava disputando i Play-off per la First Division. Nel novembre 2007 venne chiamato nella Nazionale B per una partita amichevole contro l'Irlanda B, finita 1 a 1. L'11 ottobre è stato convocato nuovamente per la nazionale maggiore per un match di qualificazione al mondiale di calcio 2010 contro la Norvegia. Iwelumo è entrato in campo all'ottavo minuto della ripresa, facendo così il suo debutto con la nazionale maggiore, ma la sua performance è stata oscurata da un clamoroso gol mancato, in un match che è così finito 0-0.
Per i giorni seguenti alla partita, Iwelumo ha guardato costantemente i replay dell'occasione mancata ma, determinato a non ripetere un errore simile, ha dichiarato "I'm a proud Scot, I love my country and it's my dream to do well for them" ("Sono un fiero scozzese, io amo il mio paese ed è il mio sogno di fare bene per lui"). È stato richiamato per un'amichevole contro la nazionale Argentina, nel novembre del 2008. Nell'Ottobre 2010 Iwelumo ha partecipato al match di qualificazione per Euro 2012 contro la Nazionale di calcio della Repubblica Ceca. La partita è finita 1 a 0 per i Cechi.

## Statistiche

### Presenze e reti nei club
| Stagione                       | Squadra                        | Campionato                     | Campionato | Campionato | Coppa nazionale | Coppa nazionale | Coppa nazionale | Coppe europee | Coppe europee | Coppe europee | Altre coppe  | Altre coppe | Altre coppe | Totale | Totale |
| Stagione                       | Squadra                        | Comp                           | Pres       | Reti       | Comp            | Pres            | Reti            | Comp          | Pres          | Reti          | Comp         | Pres        | Reti        | Pres   | Reti   |
| ------------------------------ | ------------------------------ | ------------------------------ | ---------- | ---------- | --------------- | --------------- | --------------- | ------------- | ------------- | ------------- | ------------ | ----------- | ----------- | ------ | ------ |
| 1995-1996                      | St. Mirren                     | SFD                            | 5          | 1          | SC + SLC        | 1+0             | 0+0             | -             | -             | -             | -            | -           | -           | 6      | 1      |
| 1996-1997                      | St. Mirren                     | SFD                            | 14         | 0          | SC + SLC        | 1+2             | 0+1             | -             | -             | -             | -            | -           | -           | 17     | 1      |
| 1997-1998                      | St. Mirren                     | SFD                            | 13         | 0          | SC + SLC        | 2+1             | 1+0             | -             | -             | -             | Play-off SPL | 1           | 0           | 17     | 1      |
| Totale St. Mirren              | Totale St. Mirren              | Totale St. Mirren              | 32         | 1          |                 | 7               | 2               |               | -             | -             |              | 1           | 0           | 40     | 3      |
| 1998-1999                      | Aarhus Fremad                  | SAS                            | 27         | 4          | -               | -               | -               | -             | -             | -             | -            | -           | -           | 27     | 4      |
| 1999-2000                      | Aarhus Fremad                  | SAS                            | -          | -          | -               | -               | -               | -             | -             | -             | -            | -           | -           | -      | -      |
| Totale Aarhus Fremad           | Totale Aarhus Fremad           | Totale Aarhus Fremad           | 27         | 4          |                 | -               | -               |               | -             | -             |              | -           | -           | 27     | 4      |
| 1999-2000                      | Stoke City                     | 3^D                            | 3          | 0          | -               | -               | -               | -             | -             | -             | Play-off FD  | 1           | 0           | 4      | 0      |
| 2000-2001                      | Stoke City                     | 3^D                            | 2          | 1          | CdL             | 2               | 1               | -             | -             | -             | -            | -           | -           | 4      | 2      |
| 2001-2002                      | Stoke City                     | 3^D                            | 38         | 10         | FAC + CdL       | 4+1             | 1+0             | -             | -             | -             | Play-off FD  | 4           | 1           | 47     | 12     |
| 2002-2003                      | Stoke City                     | FD                             | 32         | 4          | FAC + CdL       | 3+1             | 3+0             | -             | -             | -             | -            | -           | -           | 36     | 7      |
| 2003-2004                      | Stoke City                     | FD                             | 9          | 0          | FAC + CdL       | 1+2             | 0+1             | -             | -             | -             | -            | -           | -           | 12     | 1      |
| Totale Stoke City              | Totale Stoke City              | Totale Stoke City              | 84         | 15         |                 | 14              | 6               |               | -             | -             |              | 5           | 1           | 103    | 22     |
| 2000-2001                      | York City (p)                  | 4^D                            | 12         | 2          | FAC             | 4               | 1               | -             | -             | -             | -            | -           | -           | 16     | 3      |
| 2000-2001                      | Cheltenham Town(p)             | 4^D                            | 4          | 1          | -               | -               | -               | -             | -             | -             | -            | -           | -           | 4      | 1      |
| 2003-2004                      | Brighton & Hove Albion(p)      | 3^D                            | 10         | 4          | -               | -               | -               | -             | -             | -             | Play-off FD  | 3           | 0           | 13     | 4      |
| 2004-2005                      | Alemannia Aachen               | 1.B                            | 9          | 0          | DFB Pokal       | 1               | 0               | CU            | 4             | 0             | -            | -           | -           | 14     | 0      |
| 2005-2006                      | Colchester United              | 3^D                            | 46         | 17         | FAC + CdL       | 5+1             | 2+0             | -             | -             | -             | Play-off FLC | 3           | 0           | 55     | 19     |
| 2006-2007                      | Colchester United              | FLC                            | 46         | 18         | FAC + CdL       | 1+1             | 0+0             | -             | -             | -             | -            | -           | -           | 48     | 18     |
| Totale Colchester United       | Totale Colchester United       | Totale Colchester United       | 92         | 35         |                 | 8               | 2               |               | -             | -             |              | 3           | 0           | 103    | 37     |
| 2007-2008                      | Charlton Athletic              | FLC                            | 46         | 10         | FAC + CdL       | 2+2             | 0+0             | -             | -             | -             | -            | -           | -           | 50     | 10     |
| 2008-2009                      | Wolverhampton Wandererd        | FLC                            | 31         | 14         | FAC + CdL       | 2+2             | 0+2             | -             | -             | -             | -            | -           | -           | 35     | 16     |
| 2009-2010                      | Wolverhampton Wandererd        | FLC                            | 15         | 0          | FAC             | 2               | 0               | -             | -             | -             | -            | -           | -           | 17     | 0      |
| Totale Wolverhampton Wanderers | Totale Wolverhampton Wanderers | Totale Wolverhampton Wanderers | 46         | 14         |                 | 6               | 2               |               | -             | -             |              | -           | -           | 52     | 16     |
| 2009-2010                      | Bristol City(p)                | FLC                            | 7          | 2          | -               | -               | -               | -             | -             | -             | -            | -           | -           | 7      | 2      |
| 2010-2011                      | Burnley                        | FLC                            | 43         | 11         | FAC + CdL       | 3+2             | 0+0             | -             | -             | -             | -            | -           | -           | 48     | 11     |
| 2011-2012                      | Watford                        | FLC                            | 38         | 4          | FAC + CdL       | 1               | 0               | -             | -             | -             | -            | -           | -           | 39     | 4      |
| Totale Carriera                | Totale Carriera                | Totale Carriera                | 444        | 103        |                 | 50              | 12              |               | 4             | 0             |              | 12          | 1           | 510    | 117    |

### Cronologia presenze e reti in nazionale
| Cronologia completa delle presenze e delle reti in nazionale ― Scozia | Cronologia completa delle presenze e delle reti in nazionale ― Scozia | Cronologia completa delle presenze e delle reti in nazionale ― Scozia | Cronologia completa delle presenze e delle reti in nazionale ― Scozia | Cronologia completa delle presenze e delle reti in nazionale ― Scozia | Cronologia completa delle presenze e delle reti in nazionale ― Scozia | Cronologia completa delle presenze e delle reti in nazionale ― Scozia | Cronologia completa delle presenze e delle reti in nazionale ― Scozia |
| Data                                                                  | Città                                                                 | In casa                                                               | Risultato                                                             | Ospiti                                                                | Competizione                                                          | Reti                                                                  | Note                                                                  |
| --------------------------------------------------------------------- | --------------------------------------------------------------------- | --------------------------------------------------------------------- | --------------------------------------------------------------------- | --------------------------------------------------------------------- | --------------------------------------------------------------------- | --------------------------------------------------------------------- | --------------------------------------------------------------------- |
| 11-10-2008                                                            | Glasgow                                                               | Scozia                                                                | 0 – 0                                                                 | Norvegia                                                              | Qual. Mondiali 2010                                                   | -                                                                     | 56’                                                                   |
| 19-11-2008                                                            | Glasgow                                                               | Scozia                                                                | 0 – 1                                                                 | Argentina                                                             | Amichevole                                                            | -                                                                     | 46’                                                                   |
| 11-8-2010                                                             | Stoccolma                                                             | Svezia                                                                | 3 – 0                                                                 | Scozia                                                                | Amichevole                                                            | -                                                                     | 78’                                                                   |
| 8-10-2010                                                             | Praga                                                                 | Rep. Ceca                                                             | 1 – 0                                                                 | Scozia                                                                | Qual. Euro 2012                                                       | -                                                                     | 76’                                                                   |
| Totale                                                                |                                                                       | Presenze                                                              | 4                                                                     |                                                                       | Reti                                                                  | 0                                                                     |                                                                       |

## Palmarès

### Club

#### Competizioni nazionali
- Football League Championship: 1

Wolverhampton: 2008-2009
- Coppa di Scozia: 1

St. Johnstone: 2013-2014